# Колесник Вікторія Василівна
 Коле́сник Вікто́рія Васи́лівна (* 8 грудня 1969 р., м. Калинівка, Вінницька область) — історик, краєзнавець, бібліограф, музейник. Член Національної спілки краєзнавців України.

## Біографія
У 1991 р. закінчила історичний факультет Вінницького державного педагогічного інституту.

З 1994 р. працює у краєзнавчому відділі Вінницької обласної наукової бібліотеки ім. К. Тімірязєва. З 2000 р. — у Вінницькому обласному краєзнавчому музеї. Старший науковий співробітник. Досліджує національні меншини Поділля. Численні роботи — в альманахах «Подільська старовина», «Подільський книжник», збірках науково-краєзнавчих конференцій. Автор ряду музейних виставок, зокрема «Вінниччина і вінничани (кінець ХІХ — початок ХХ ст.)».

Почесний краєзнавець України (2010).
Була звільнена з музею під час пандемії за принципову відмову від щеплення.
З березня 2022 р. працює науковою співробітницею КЗ "Музей Вінниці" Вінницької міської ради.

## Фундаментальні праці
- Подільське товариство сільського господарства і сільськогосподарської промисловості (1896–1918): Історичний нарис. — Вінниця: Розвиток, 2007. — 160 с.;
- Відомі поляки в історії Вінниччини: біограф. словн. — Вінниця: Розвиток, 2007. — С. 1008 с.;
- Вінниця у спогадах: у 3 т. Т. 1. ХІХ- початок ХХ ст. — Кіровоград: Імекс-ЛТД, 2013. — 720 с.: іл. (Серія «Подільська старовина»).